# Steal Away
Steal Away (ou Steal Away to Jesus) est une chanson de negro spiritual américaine.

## Histoire
Steal Away a été composée par Wallace Willis, un esclave affranchi issu de la tribu des Indiens Chactas, un peu avant 1862.
Alexander Reid, pasteur dans un pensionnat de Chactas, a entendu Willis chanter les chansons et en a retranscrit les paroles et les mélodies. Il a envoyé la musique aux Fisk Jubilee Singers de l'Université Fisk à Nashville, au Tennessee. Les Jubilee Singers ont ensuite popularisé les chansons lors d'une tournée aux États-Unis et en Europe.
Steal Away est devenue une chanson populaire de gospel et a également été reprise dans les livres de cantiques de nombreuses dénominations protestantes.
En 1902, le Dinwiddie Colored Quartet enregistre la chanson pour la compagnie Victor. Ils sont le premier groupe de chanteurs afro-américains à en enregistrer sur disque (mais d'autres avaient déjà enregistré sur cylindre phonographique avant eux).
Un arrangement de la chanson est inclus dans l'oratorio Un enfant de notre temps, créé pour la première fois en 1944 par le compositeur classique Michael Tippett (1908-1998).

## Signification et analyses
La chanson est bien connue par les variations du refrain :
Steal away, steal away, steal away to Jesus!
Steal away, steal away home, I hain't got long to stay here
(S'esquiver, s'esquiver, s'esquiver vers Jésus !
Voler loin, voler loin de chez moi, Je ne resterai pas longtemps ici)
Des chansons telles que Steal Away to Jesus, Swing Low, Sweet Chariot, Wade in the Water et The Gospel Train sont des chansons avec des sens codés, non seulement sur la foi en Dieu, mais contenant des messages cachés pour les esclaves pour s'enfuir seuls ou avec le chemin de fer clandestin,.

## Editions
La chanson a été enregistrée de nombreuses fois, notamment par :
- 1931 : Cotton Pickers' Quartette[6]
- 1958 : Pete Drake[7]
- 1973 : Conway Twitty[8]
- 1974 : The Mountain Travelers[9]
- 1994 : Charlie Haden & Hank Jones[10]
- 19XX : Fred-Schecher-Chor & Wilhelm Heinrichs[11]
- 19XX : Fred Partington And The Icthyan Singers [12]